# ان‌جی‌سی ۳۵۲
ان‌جی‌سی ۳۵۲ (انگلیسی: NGC 352) نام یک کهکشان است.